# کفشهای جیرجیرک‌دار
کفش‌های جیرجیرک‌دار فیلمی به کارگردانی و نویسندگی شاپور قریب و تهیه‌کنندگی بهرام محمدی‌پور محصول سال ۱۳۸۱ است.

## خلاصه فیلم
علی شاگرد تنبل مدرسه راهنمایی و عاشق فوتبال است، اما به دلیل فقر ناچار است با کفشی که بارها پینه‌دوزی شده، به دنبال توپ بدود. روزی سر کلاس درس زیر میز مشغول تعمیر کفش پاره اش است که متوجه صدای جیرجیر کفش نو و شیک همکلاس پولدارش می‌شود و هوش از سرش می‌پرد. حالا تنها آرزوی او داشتن یک جفت کفش جیرجیرک دار است. با مراجعه به مغازه کفش فروشی و فهمیدن قیمت بالای کفش تصمیم به تهیه پول برای خرید کفش می‌گیرد.

## بازیگران
- اکبر عبدی
- داریوش اسدزاده
- حامد زیدی
- رضا عماد
- میلاد مهدوی
- کبری فرخی